# Germaine Duparc
Pour les articles homonymes, voir Duparc.
Germaine Duparc, née le 11 mai 1916 et morte le 6 janvier 2008 à Genève,, est une biologiste, anthropologue et pédagogue genevoise,.

## Enfance
Germaine Duparc est la fille d'Emma Duparc, née Lugon, une maîtresse d'école, et d'Étienne Duparc, architecte. À sa naissance, la guerre fait rage en Europe, son père est mobilisé et ne peut être présent lors de l'accouchement de sa femme ; l'événement est source d'inquiétudes pour le couple qui a déjà perdu un premier enfant âgé de deux mois en 1913,.
Ses parents l'initient à la littérature et encouragent son intérêt précoce pour la botanique. Sa mère s'inspire de la liberté éducative prônée par Jean-Jacques Rousseau. La Maison des Petits suit ces mêmes principes de l'Éducation nouvelle et c'est là que Germaine entame son parcours scolaire. La figure de Jean-Jacques Rousseau aura une importance cruciale tout au long de sa vie ; le traité Émile ou De l'éducation particulièrement aura une grande influence sur son travail.

## Formation
Après avoir étudié la  biologie à l'université de Genève et obtenu une licence en 1937 et soutenu un doctorat en biologie en 1942 sur  la Contribution à l'étude anthropologique de la colonne vertébrale, elle devient professeure au collège Calvin  en 1940 avant de reprendre la direction de la Maison des Petits en 1945, une école expérimentale qu'elle avait fréquentée étant enfant et où sa mère avait également enseigné. Elle conservera cette fonction pendant 30 ans. Elle est également successivement chargée de cours de biologie à l’Institut Jean-Jacques Rousseau, professeure à l’Institut des sciences de l’éducation (1960), professeure ordinaire à la Faculté de psychologie et des sciences de l’éducation (1974) et enfin professeure honoraire à l'université de Genève (1980). 
Les travaux d'Edouard Claparède et d'Eugène Pittard ont une place prépondérante dans sa formation. Le père de Germaine Duparc rencontre Edouard Claparède à la fin des années 30 et suit avec intérêt ses conférences tandis que sa mère montre un fort intérêt pour le travail du psychologue et travaillera pour la Maisons des Petits fondée par Mina Audemars et Louise Lafendel selon les principes d'Education mis en avant par Claparède et son équipe. Et cela avant que Germaine Duparc ne devienne son étudiante en cours de psychologie.

## Héritage
Germaine Duparc a joué un rôle-clef dans le développement d'une politique de l'enfance à Genève en suivant les principes de l'Education Nouvelle. Elle a donné une reconnaissance internationale à la Maisons des Petits et sa pédagogie. Des stagiaires du monde entier sont venues se former à ses côtés. Elle a également créé la section suisse de l'Organisation mondiale pour l'éducation préscolaire. 
Elle est également l'auteur d'un recueil de chansons « Chante mon petit », publié en 1951 qui fut largement utilisé dans les écoles suisses mais aussi grecques et suédoises.
Une crèche située en ville de Genève porte son nom.